# Ascocentrum
Ascocentrum (em português: Ascocentro) um género botânico pertencente à família das orquídeas (Orchidaceæ).

## Etimologia
O nome deste gênero  deriva da união de duas palavras gregas: ασκός (askos), que significa "odre", e κέντρον , que significa "esporão" ou "aguilhão", referindo-se à forma de seu labelo.

## Espécies
- Ascocentrum ampullaceum  [Lindley]Schlechter 1913. Himalaia tropical, Birmânia e Tailândia.(600-900m) epífita.
- Ascocentrum aurantiacum  (J.J. Sm.) Schltr. 1913 Nepal, Índia-Assam, Birmânia, Tailândia e Indochina. epífita
- Ascocentrum christensonianum  Haager 1993
- Ascocentrum curvifolium [Lindley]Schlechter 1913 Tailândia.
- Ascocentrum garayi  E.A.Christenson 1992 Indochina.
- Ascocentrum miniatum [Lindley] Schlechter 1913 Himalaia, Tailândia, Malásia e Java. epífita
- Ascocentrum pusillum  Aver. 1988 Vietnam.
- Ascocentrum semiteretifolium   Seidenf. 1970

## Híbridos intergenéricos
- Aeridocentrum: Aerctm (Aerides x Ascocentrum)
- Aerasconetia: Aescta (Aerides x Ascocentrum x Neofinetia)
- Alphonsoara: Alph (Arachnis x Ascocentrum x Vanda x Vandopsis)
- Angraecentrum: Angctm (Angraecum x Ascocentrum)
- Ascandopsis: Ascdps (Ascocentrum x Vandopsis)
- Ascocenda: Ascda (Ascocentrum x Vanda)
- Ascocleinetia: Ascln (Ascocentrum x Cleisocentron x Neofinetia)
- Ascofinetia: Ascf (Ascocentrum x Neofinetia)
- Ascogastisia: Agsta (Ascocentrum x Gastrochilus x Luisia)
- Ascoglottis: Asgts (Ascocentrum x Trichoglottis)
- Asconopsis: Ascps (Ascocentrum x Phalaenopsis)
- Ascorachnis: Ascns (Arachnis x Ascocentrum)
- Ascovandoritis: Asvts (Ascocentrum x Doritis x Vanda)
- Beardara: Bdra (Ascocentrum x Doritis x Phalaenopsis)
- Bokchoonara: Bkch (Arachnis x Ascocentrum x Phalaenopsis x Vanda)
- Bovornara: Bov (Arachnis x Ascocentrum x Rhynchostylis x Vanda)
- Chilocentrum: Chctm (Ascocentrum x Chiloschista)
- Christieara: Chtra (Aerides x Ascocentrum x Vanda)
- Darwinara: Dar (Ascocentrum x Neofinetia x Rhynchostylis x Vanda)
- Debruyneara: Dbra (Ascocentrum x Luisia x Vanda)
- Devereuxara: Dvra (Ascocentrum x Phalaenopsis x Vanda)
- Dominyara: Dmya (Ascocentrum x Luisia x Neofinetia x Rhynchostylis)
- Doricentrum: Dctm (Ascocentrum x Doritis)
- Eastonara: Eas (Ascocentrum x Gastrochilus x Vanda)
- Fujioara: Fjo (Ascocentrum x Trichoglottis x Vanda)
- Gottererara: Gott (Ascocentrum x Renanthera x Vandopsis)
- Himoriara: Hmra (Ascocentrum x Phalaenopsis x Rhynchostylis x Vanda)
- Hugofreedara: Hgfda (Ascocentrum x Doritis x Kingiella)
- Isaoara: Isr (Aerides x Ascocentrum x Phalaenopsis x Vanda)
- Kagawara: Kgw (Ascocentrum x Renanthera x Vanda)
- Knappara: Knp (Ascocentrum x Rhynchostylis x Vanda x Vandopsis)
- Knudsonara: Knud (Ascocentrum x Neofinetia x Renanthera x Rhynchostylis x Vanda)
- Komkrisara: Kom (Ascocentrum x Renanthera x Rhynchostylis)
- Lauara: Lauara (Ascoglossum x Renanthera x Rhynchostylis)
- Luicentrum: Lctm (Ascocentrum x Luisia)
- Luascotia: Lscta (Ascocentrum x Luisia x Neofinetia)
- Lowsonara: Lwnra (Aerides x Ascocentrum x Rhynchostylis)
- Lewisara: Lwsra (Aerides x Arachnis x Ascocentrum x Vanda)
- Micholitzara: Mchza (Aerides x Ascocentrum x Neofinetia x Vanda)
- Mokara: Mkra (Arachnis x Ascocentrum x Vanda)
- Moonara: Mnra (Aerides x Ascocentrum x Neofinetia x Rhynchostylis)
- Nakamotoara: Nak (Ascocentrum x Neofinetia x Vanda)
- Naugleara: Naug (Ascocentrum x Ascoglossum x Renanthera)
- Okaara: Okr (Ascocentrum x Renanthera x Rhynchostylis x Vanda)
- Onoara: Onra (Ascocentrum x Renanthera x Vanda x Vandopsis)
- Pageara: Pga (Ascocentrum x Luisia x Rhynchostylis x Vanda)
- Pelacentrum: Plctm (Ascocentrum x Pelatantheria)
- Paulara: Plra (Ascocentrum x Doritis x Phalaenopsis x Renanthera x Vanda)
- Pomacentrum: Pmctm (Ascocentrum x Pomatocalpa)
- Renancentrum: Rnctm (Ascocentrum x Renanthera)
- Rhynchocentrum: Rhctm (Ascocentrum x Rhynchostylis)
- Richardmizutaara: Rcmza (Ascocentrum x Phalaenopsis x Vandopsis)
- Robinara: Rbnra (Aerides x Ascocentrum x Renanthera x Vanda)
- Ronnyara: Rnya (Aerides x Ascocentrum x Rhynchostylis x Vanda)
- Rosakirschara: Rskra (Ascocentrum x Neofinetia x Renanthera)
- Rumrillara: Rlla (Ascocentrum x Neofinetia x Rhynchostylis)
- Sarcocentrum: Srctm (Ascocentrum x Sarcochilus)
- Shigeuraara: Shgra (Ascocentrum x Ascoglossum x Renanthera x Vanda)
- Silpaprasertara: Silpa (Aerides x Ascocentrum x Sarcanthus)
- Stamariaara: Stmra (Ascocentrum x Phalaenopsis x Renanthera x Vanda)
- Sutingara: Sut (Arachnis x Ascocentrum x Phalaenopsis x Vanda x Vandopsis)
- Vandewegheara: Vwga (Ascocentrum x Doritis x Phalaenopsis x Vanda)
- Vascostylis: Vasco (Ascocentrum x Rhynchostylis x Vanda)
- Wilkinsara: Wknsra (Ascocentrum x Vanda x Vandopsis)
- Yusofara: Ysfra (Arachnis x Ascocentrum x Renanthera x Vanda)